# 차오얼카이
차오얼카이(중국어 정체자: 曹爾凱, 병음: Cáo Êrkâi, 1977년 11월 6일 ~ )는 타이완의 정치인이자 변호사이다. 